# U-1172
| U-1172                     | U-1172                                                         | U-1172                                                         |
| -------------------------- | -------------------------------------------------------------- | -------------------------------------------------------------- |
|                            |                                                                |                                                                |
|                            |                                                                |                                                                |
|                            |                                                                |                                                                |
| Під прапором               | Третій рейх                                                    | Третій рейх                                                    |
| Спуск на воду              | 3 грудня 1943 року                                             | 3 грудня 1943 року                                             |
| Виведений зі складу флоту  | 27 січня 1945 року                                             | 27 січня 1945 року                                             |
| Сучасний статус            | затоплений                                                     | затоплений                                                     |
| Проєкт                     |                                                                |                                                                |
| Тип ПЧ                     | Торпедний ДПЧ                                                  | Торпедний ДПЧ                                                  |
| Основні характеристики     |                                                                |                                                                |
| Швидкість (надводна)       | 17,7 вузла                                                     | 17,7 вузла                                                     |
| Швидкість (підводна)       | 7,6 вузла                                                      | 7,6 вузла                                                      |
| Робоча глибина занурення   | 120 м                                                          | 120 м                                                          |
| Гранична глибина занурення | 250 м                                                          | 250 м                                                          |
| Екіпаж                     | 44 осіб                                                        | 44 осіб                                                        |
| Розміри                    |                                                                |                                                                |
| Довжина найбільша (по КВЛ) | 67,1 м                                                         | 67,1 м                                                         |
| Ширина корпусу найб.       | 6,2 м                                                          | 6,2 м                                                          |
| Висота                     | 9,6 м                                                          | 9,6 м                                                          |
| Середня осадка (по КВЛ)    | 4,70 м                                                         | 4,70 м                                                         |
| Водотоннажність надводна   | 769 т                                                          | 769 т                                                          |
| Озброєння                  |                                                                |                                                                |
| Артилерія                  | одна палубна гармата калібру 88-мм, одна 20-мм зенітна гармата | одна палубна гармата калібру 88-мм, одна 20-мм зенітна гармата |
| Торпедно- мінне озброєння  | 4 носових і один кормовий ТА. 14 торпед                        | 4 носових і один кормовий ТА. 14 торпед                        |

U-1172 — німецький підводний човен типу VIIC/41 часів Другої світової війни.
Замовлення на будівництво човна було віддане 16 липня 1942 року. Човен був закладений на верфі суднобудівної компанії «Danziger Werft AG» у місті Данциг 7 червня 1943 року під заводським номером 144, спущений на воду 3 грудня 1943 року, 20 квітня 1944 року увійшов до складу 8-ї флотилії. Також за час служби входив до складу 11-ї флотилії. Єдиним командиром підводного човна був оберлейтенант-цур-зее Юрген Кульманн.
Човен виконав 1 бойовий похід, у якому потопив 1 судно, пошкодив 1 судно та 1 військовий корабель.
Потоплений 27 січня 1945 року у протоці Святого Георга (52°24′ пн. ш. 05°42′ зх. д. / 52.400° пн. ш. 5.700° зх. д.) глибинними бомбами британських фрегатів Тайлер, Кітс та Блай. Весь екіпаж у складі 52 осіб загинув.

## Потоплені та пошкоджені кораблі[3]
| Назва     | Тип                  | Належність      | Дата          | Тоннаж (БРТ) | Вантаж          | Статус     | Місце                                                      |
| «Тейн»    | ескортний авіаносець | Велика Британія | 15 січня 1945 | 11 400       | Літаки          | пошкоджено | 55°08′ пн. ш. 05°25′ зх. д. / 55.133° пн. ш. 5.417° зх. д. |
| Spinanger | танкер               | Норвегія        | 15 січня 1945 | 7 429        | Мазут           | пошкоджено | 55°08′ пн. ш. 05°25′ зх. д. / 55.133° пн. ш. 5.417° зх. д. |
| Vigsnes   | суховантажне судно   | Норвегія        | 23 січня 1942 | 1 599        | 1 936 т вугілля | потоплено  | 53°33′ пн. ш. 04°17′ зх. д. / 53.550° пн. ш. 4.283° зх. д. |